# Brown sauce

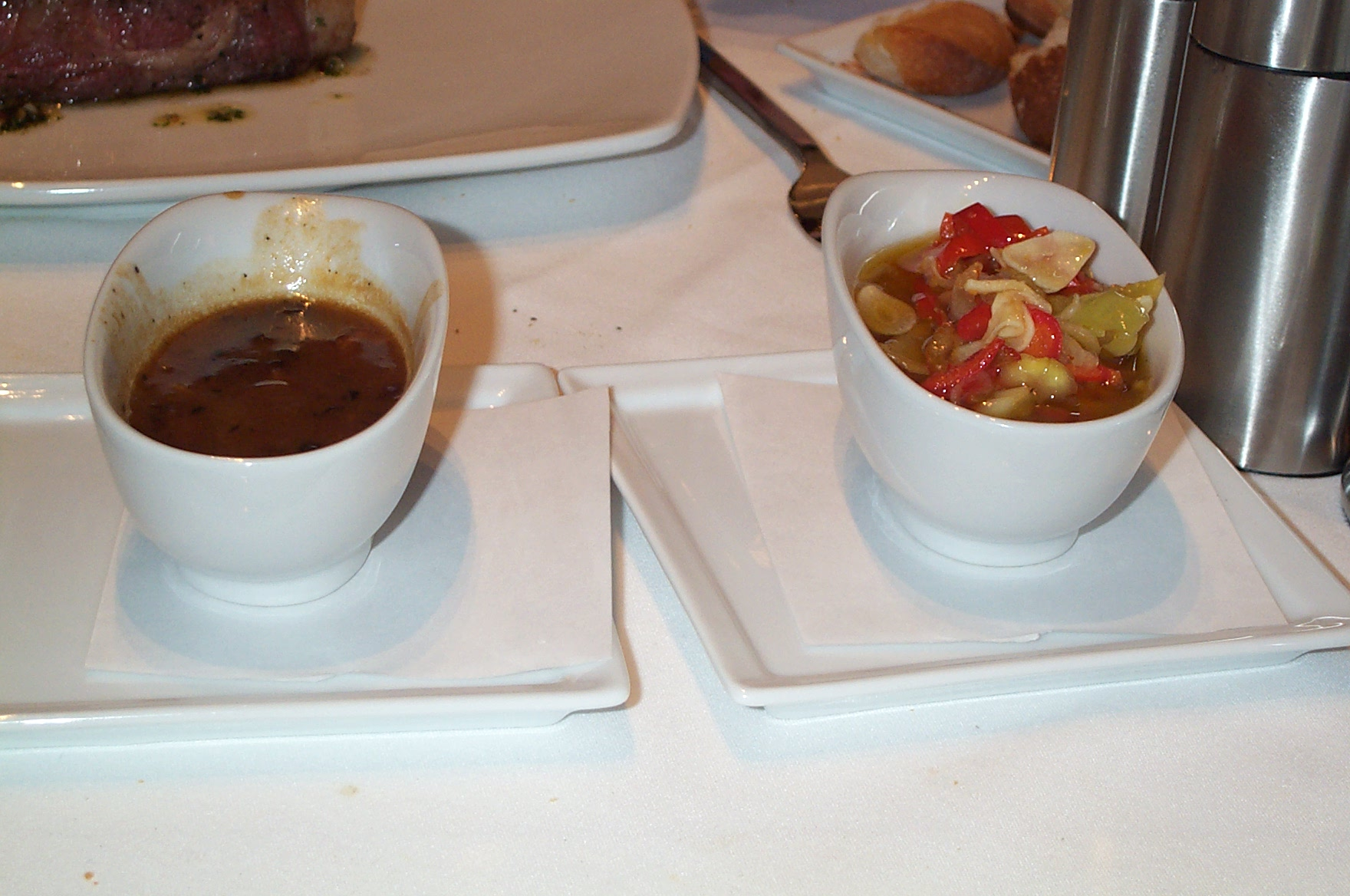
Brown sauce

Brown sauce (z ang. "brązowy sos"; amer. ang. steak sauce) – sos podawany najczęściej do potraw typu fast food, barbecue, szczególnie wołowiny, składający się z octu balsamicznego, koncentratu pomidorowego, pieprzu czarnego i pieprzu cayenne.